# 刘二堡镇 (沈阳市)
刘二堡镇，是中华人民共和国辽宁省沈阳市辽中区下辖的一个乡镇级行政单位。

## 行政区划
刘二堡镇下辖以下地区：
刘南社区、刘北社区、北长寿岗村、皮家堡村、木耳岗村、蒲河村、叔庵西高村、东高村、靛岗村、丁家高登村和罗圈泡村。